# Mistrz Ołtarza św. Lambrechta
Mistrz Ołtarza św. Lambrechta (Mistrz Wotywnego Obrazu z Sankt Lambrecht) – austriacki malarz anonimowy, aktywny w latach 1410–1440.
Swój przydomek otrzymał od ołtarza wotywnego wykonanego w latach 1425–1430 dla opactwa Św. Lambrechta w Sankt Lambrecht w Styrii. Ołtarz przedstawia zleceniodawcę, opata klasztoru Heinricha Moykera, klęczącego przed wizerunkiem Matki Boskiej Miłosierdzia w towarzystwie Emmy z Gurk (lub ze św. Jadwigi). Po prawej stronie przedstawiona została scena zwycięstwa wojsk węgierskich nad Turkami. Mistrzowi Ołtarza św. Lambrechta przypisuje się również projekt witraży w Sankt Lambrecht. Prawdopodobnie współpracował z Mistrzem Ukrzyżowania; identyfikowany był z Hansem von Judenburgiem i Hansem von Tübingenem. Styl wskazuje na znajomość czeskiej formy gotyku międzynarodowego; w pracach można dopatrzeć się elementów stylu sztuki wiedeńskiej, francuskiej i szkoły burgundzkiej.